# فرفیلد (اکلاهما)
فرفیلد(به انگلیسی: Fairfield) شهری در ایالت اکلاهما کشور ایالات متحده آمریکا است که جمعیت آن در سرشماری سال ۲۰۱۰ میلادی، ۵۸۴ نفر بوده‌است.